# Hem & Hyra
Hem & Hyra är Hyresgästföreningens fristående medlemstidning med uppdrag att företräda Hyresgästföreningens värderingar, kommunicera med medlemmarna, informera om vad som händer inom och kring organisationen och kritiskt granska den i syfte att förbättra den. Tidningen publiceras dels som en kontinuerligt uppdaterad webbtidning, dels som åtta fysiska nummer per år sedan 2007. Riksredaktionen ligger i Stockholm men tidningen omfattar både nationella och lokala sidor utarbetade av lokala redaktioner och utkommer i 33 olika lokalutgåvor.
År 2022 uppmättes tidningens räckvidd till 294 000 läsare i print och 371 000 unika läsare digitalt, vilket ger en total räckvidd på 635 000.

## Innehåll
Tidningens innehåll består av bostadsrelaterad grävande journalistik och bevakning av bostadspolitiska frågor, men också av livsstilsinslag som heminredning, matrecept och tester. 
Andra stående inslag är flera uppslag med läsarfrågor, som besvaras av jurister och olika expertpaneler, Hemma hos-reportage med mer eller mindre kända hyresgäster, samt krönikor av olika gästskribenter.
Tidningen innehåller även annonser och sidor med information från Hyresgästföreningen.

## Historik
Hem & Hyra grundades som en ersättare till Vår Bostad. Vår Bostad gavs ut gemensamt av Hyresgästföreningen och HSB 1924–2006, men ersattes från 2007 av Hem & Hyra (för Hyresgästföreningens medlemmar) och Hemma i HSB (för medlemmar i HSB).   

## Utmärkelser och nomineringar
Hem & Hyra-journalisterna Linda Dahlin och Ida Karlsson belönades med Guldspaden 2022 i klassen Magasin. De fick priset för ”Den stora köpfesten”, en granskning av hur Restate, ett av Sveriges största ombildningskonsultföretag, använt oetiska metoder i sin verksamhet.
AnnaKarin Löwendahl och Anna Rytterbrant  fick Guldspaden 2020  för reportaget ”Jakten på en adress – här är människorna som betalar”, en granskning av handeln med folkbokföringsadresser i Sverige. Journalister på tidningen har även varit nominerade till Guldspaden 2016, 2019, 2020, 2021, 2024 och 2025.
Hem & Hyra fick Tidskriftspriset 2020, inom kategorierna ”Årets tidskrift fackpress” och ”Årets granskning”*. Hem & Hyra har även varit nominerad till Tidskriftspriset inom olika kategorier 2010, 2016, 2021, 2023 och 2024.
Flera av tidningens journalister har dessutom fått lokala publicistpriser som Södra Publistklubbens stipendium 2024, Guldsleven 2022, Johanna-pengen 2021 och  Murvelpriset i Örebro län 2019 , medan dåvarande redaktionschef Johan Sjöholm och editionschef Anna Tiberg belönades med Gyllene Dynamon 2021 för sitt ledarskap. Chefredaktör Susanna Skarrie fick utmärkelsen Årets mediaamazon 2024.